# 科羅拉多學院
科羅拉多學院（英語：Colorado College），位於美國科羅拉多州科羅拉多斯普林斯之私立文理學院，於洛磯山脈山腳下。該校始建於1874年。校園面積為90英畝（36公頃），學生约2000人；該校距丹佛為70英里（110公里）。
科羅拉多學院實施以獨特與集中的以“分段式計劃”，使學生留出三周半的時間中，集中學習一門課程。
科羅拉多學院隸屬於美國中西部的相關院校。大部分運動隊都是全美大學體育協會第三級，除男子曲棍球和女子足球團隊為第一級。

## 學術

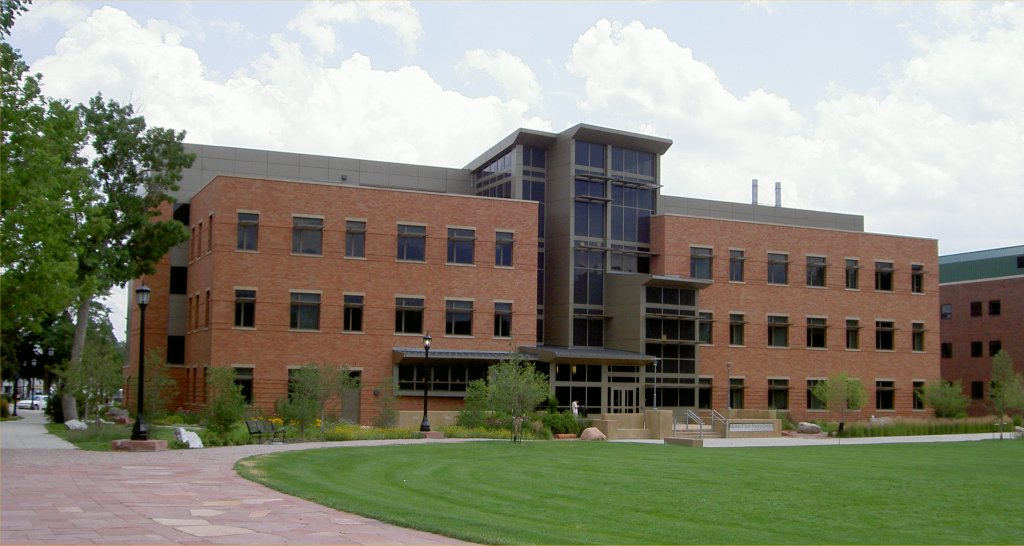
科羅拉多學院羅素 T. 塔特科學中心

該學院提供超過80個專科生、青少年與專業化課程方案，包含：女性主義與性別研究、亞洲研究、生物化學、環境科學、神經科學、拉丁美洲研究、俄羅斯與歐亞研究、美國文化研究，以及一個全面性的課程寫作計劃。除了它的本科課程，該學院開設文學碩士（MAT）教學學位。塔特圖書館有大約五十萬裝訂成冊。 2012年，科羅拉多學院取得了10:1的學生與教師的比例。

### 分段式計劃
科羅拉多學院遵循非常規的“分段式計劃”教學模式;於學生學習一個主題為三個半星期的“分段”，有倡導者認為允許更多在該領域的實驗時間，更深入的學習體驗與更少的干擾研究及學習。分段只有三個星期之久於夏季期間。在與學生的同時，教授只教每段的時間。班一般上限為25（32為兩位教授），以鼓勵更人性化的學術經驗。

### 評價
- 於2012年版的美国新闻与世界报道針對美國大學的調查報告及排名中，科羅拉多學院排名第28名，評為美國最佳文科院校之一[6]。
- 吉普林個人理財（英语：Kiplinger's Personal Finance）雜誌則以科羅拉多學院於2012年的排名中為第11名，評為美國最有價值文科院校[7]。
- 在2013年，福布斯“美國頂尖大學”整體排名中，科羅拉多學院第76名[8]。

## 知名校友
- 琳恩·切尼：美國前副總統迪克·錢尼的妻子，是一位小說家與保守主義學者，曾擔任談話性節目主持人。
- 佩姬·佛萊明：美國花式滑冰運動員，目前於美國的電視台擔任花式滑冰賽事轉播講評。
- 肯·薩拉查：美國政治人物、農場經營者、以及環境保護主義者。
- 郭瑾：美國外交官，美國國務院教育文化局（英语：Bureau of Educational and Cultural Affairs）首席副助卿，第一位女性出身之美國駐廣州總領事及美國在台協會發言人
- 馬克·偉柏：美國MV、短片和電影導演。
- 梁實秋：中國著名散文家、學者、文學批評家、翻譯家。

## 外部連結
- 官方網站 （页面存档备份，存于）（英文）
- 官方運動網 （页面存档备份，存于）（英文）

38°50′48″N 104°49′27″W / 38.8466768°N 104.824097°W